# Methyl-2-cyanoacrylaat
Methyl-2-cyanoacrylaat is een organische verbinding met als brutoformule C5H5NO2. De stof komt voor als een gele vloeistof met een prikkelende geur, die onoplosbaar is in water.

## Synthese
Methyl-2-cyanoacrylaat kan bereid worden uit de reactie van 2-cyanoprop-2-eenzuur met diazomethaan.

## Toepassingen
Methyl-2-cyanoacrylaat is een van de werkzame bestanddelen in secondelijm. De werkzame bestanddelen vallen elk binnen de stofklasse der cyanoacrylaten, waartoe ook ethyl-2-cyanoacrylaat (in technische secondelijm) en octyl-2-cyanoacrylaat (in chirurgische weefsellijm) behoren.
In zijn vloeibare vorm bestaat cyanoacrylaat uit monomeren van cyanoacrylaatmoleculen. Deze ondergaan onder invloed van waterdamp een polymerisatiereactie waarbij het acrylaat uithardt en een lijmverbinding (die bestaat uit moleculen methanal) kan ontstaan.
Een andere toepassing van methyl-2-cyanoacrylaat is in de forensische wetenschap. Hier wordt cyanoacrylaatdamp gebruikt voor het zichtbaar maken van vingersporen. De damp slaat neer op het vingerspoor en polymeriseert onder invloed van water uit de lucht of het vingerspoor.